# الأعشاب الممتازة
الأعشاب الممتازة (الاعشاب الرقيقة : fines herbes ) هي مجموعة مهمة من الأعشاب التي تشكل الدعامة الأساسية للمطبخ الفرنسي. تتضمّن الأعشاب الممتازة في المطبخ الفرنسي الفاخر البقدونس المفروم، الثوم المعمر، الطرخون، والكرفيل. تستخدم هذه الأطباق في أطباق التوابل الحساسة مثل الدجاج والسمك والبيض، والتي تحتاج إلى فترة طهي قصيرة نسبيًا وتستخدم أيضًا في صلصة بلان بلان لتذوق هذه الأطباق. تؤكل الأعشاب الممتازة أيضا في السلطة.
من اشهر خلطات هي خلطة الاعشاب الرقيقة و الثوم ail et fines herbes حيث تتكون من ثوم مجفف و اعشاب مجففة هي : البقدونس و البقدونس الافرنجي و الثوم المعمر

## الخلطة الكلاسيكية
في عام 1903، أشار الشيف الشهير أوغست إسكوفير إلى أن أطباق المسمى aux fines herbes كانت تُصنع أحيانًا بالبقدونس فقط. في دليل الطهي، أصر إسكوفير على ما يلي:
من الخطأ أن تقدم، تحت اسم أومليت aux fines herbes ، وهي العجة التي يقدم فيها البقدونس المفروم. هذا الخطأ واسع جدا بالنسبة لنا ومع ذلك، ينبغي التأكيد على أن عجة aux fins feas يجب أن تحتوي على: البقدونس، الثوم المعمر، والكرفيل الصغير والطرخون.
بعد خمسة وثلاثين عامًا، تحت عنوان «الاعشاب الممتازة»، اعترف لوروس غاسترونوميك المعتمد عام 1938 بأنه، بوجه عام، كان الاعشاب الممتازة لا تزال تتم في الغالب بتوابلها فقط مع البقدونس المفروم، ولكن تكرار تحذير إسكوفير بأنه يجب أن تحتوي على مزيج من الأعشاب العطرية، «مثل البقدونس، الطرخون، وأيضا الثوم المعمر». في الماضي كان هذا هو الممارسة التقليدية «للأعشاب المذكورة أعلاه، والفطر المقطعة، وحتى الكمأة، ستضاف.»
كما تقول جوليا تشايلد أصداء إسكوفييه: «إن خليطًا من البقدونس الطازج، الثوم المعمر، الطرخون، والكرفيل يسمى الأعشاب الممتازة»  ، بينما يحدد آلان دافيدسون، مؤلف أكسفورد كومبانيون تو فوود، البقدونس المفروم كقاعدة بسيطة خلط الأعشاب مع إضافة «أي (أو كل) من: الطرخون، الثوم المعمر»، مشيرا إلى أن عدد الأعشاب المختلفة التي سيتم استخدامها غير ثابتة. من ناحية أخرى، يحد تعريف عالم الأغذية هارولد ماكغي من عدد أعشاب الممتازة إلى الطرخون والكرفيل والثوم والبقدونس تمامًا. ويوصي ماكجي أيضا بتقطيع الأعشاب إلى قطع ناعما باستخدام سكين حاد بدلا من مفرمة الطعام، «لأن مفرمة الطعام تدخل إلى الأعشاب وتدخل الكثير من الهواء وبالتالي الأكسجين الذي يغير رائحة».

## بدائل
إن التقليد الحي، مثل الطهي، يخضع دائمًا للتنوع وإعادة الإنشاء. على سبيل المثال، في مذكراته، أشار الراحل بيير فراني، الشيف السابق وكاتب عمود في صحيفة نيويورك تايمز منذ فترة طويلة، بوضوح إلى خوفه عندما كان طباخًا متدربًا في سن المراهقة، أُمر بإعداد "أعشاب عقيمة" ثلاث بيضات، كروفيل، بقدونس، طرخون، ثوم المعمر - أول أمالتي تم تعيينها للتحضير لدفع الضيوف، بعد قدر كبير من الممارسة على الآخرين. " في قلقه كاد يفسد الطبق. ومع ذلك، في الوصفة المصاحبة للأميركيين التي طبعت في نفس الكتاب، يحلّ فراني محل الريحان، خاصة لأنه في الولايات المتحدة، لا يمكن الحصول على ما هو شراب، إلا في المنزل، عندما يكون طازجًا وعديم القيمة عند التجفيف.

## نقيض الأعشاب القوية
في بعض الأحيان، تتناقض «الأعشاب الممتازة» مع «الأعشاب القوية» الأكثر رخوة وحيوية التي تظهر في باقة من نباتات الزينة، والتي، على عكس الأعشاب الممتازة، تطلق نكهاتها في الطهي الطويل. ومع ذلك، هناك بعض التناقض والتداخل في المصطلحات.

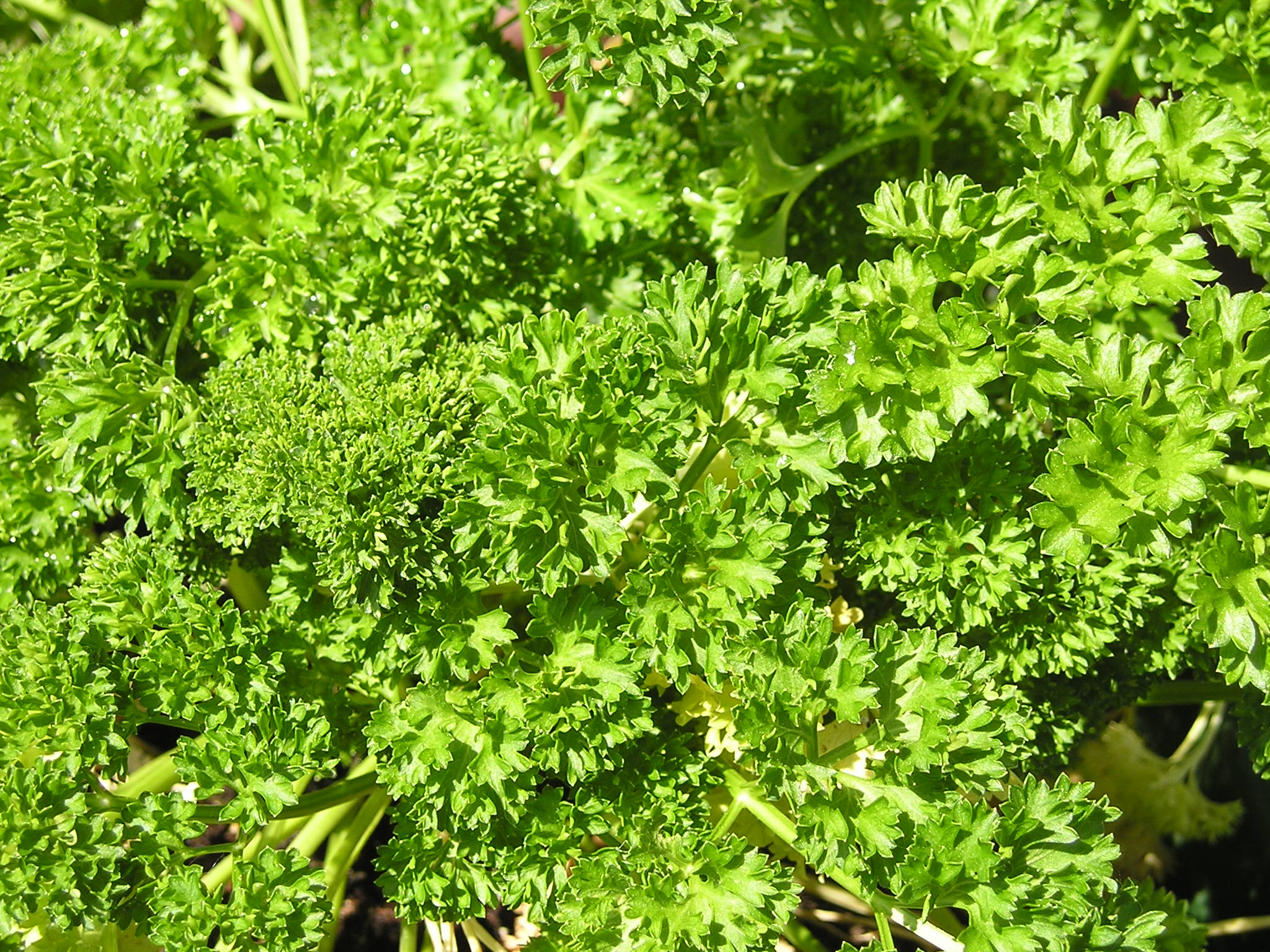
بقدونس (Petroselinum crispum)
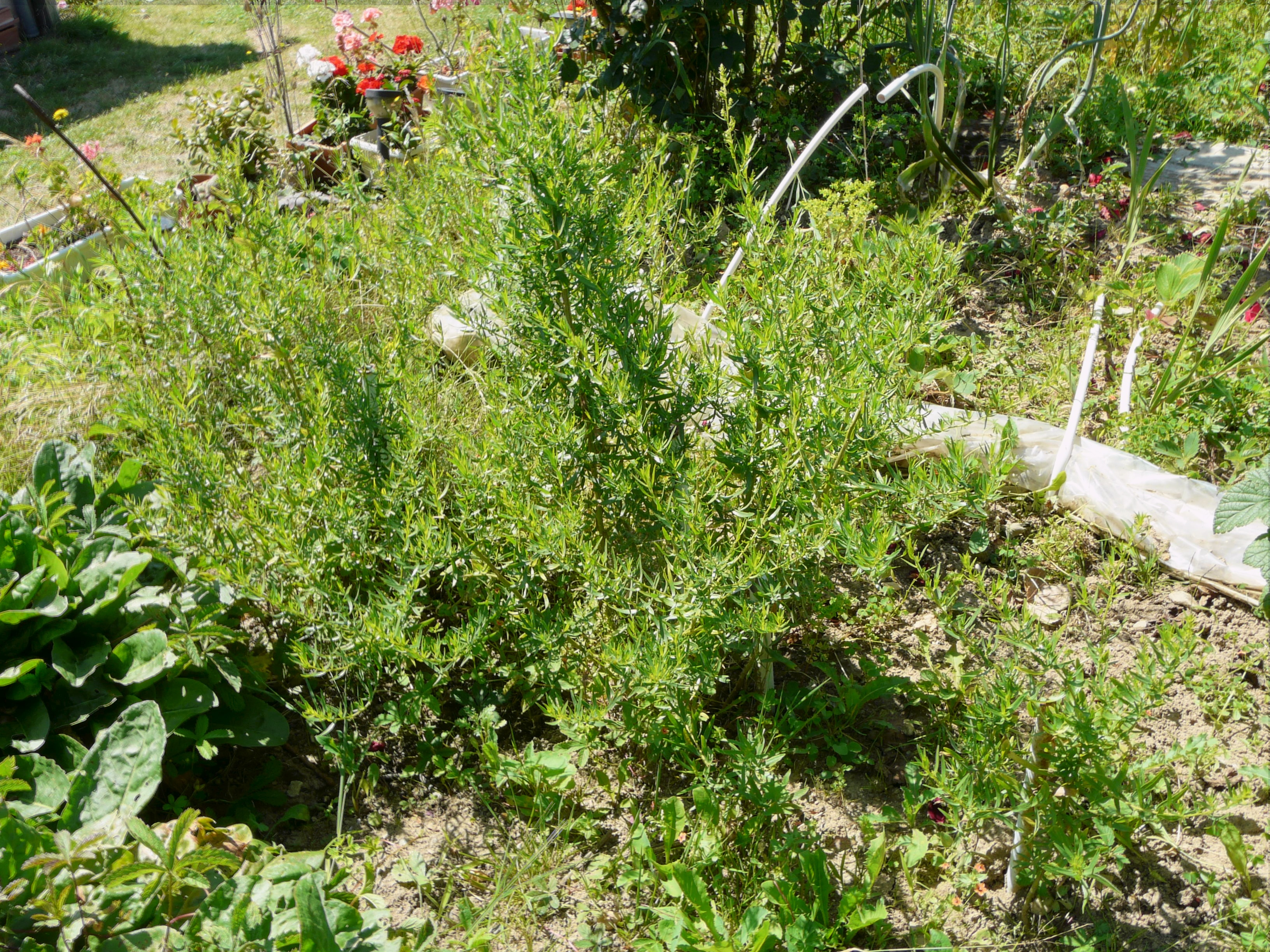
الطرخون
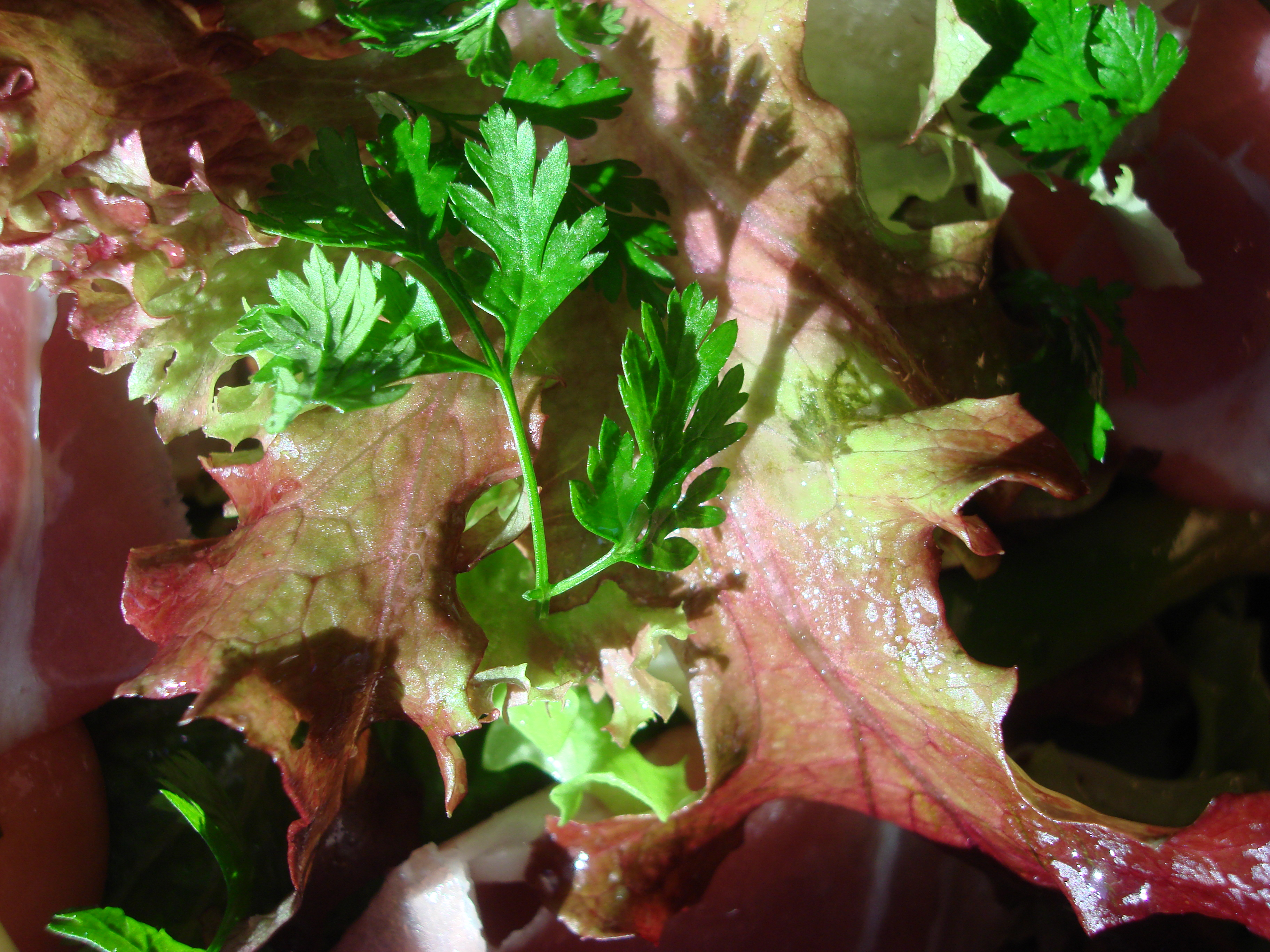
البقدونس الإفرنجي
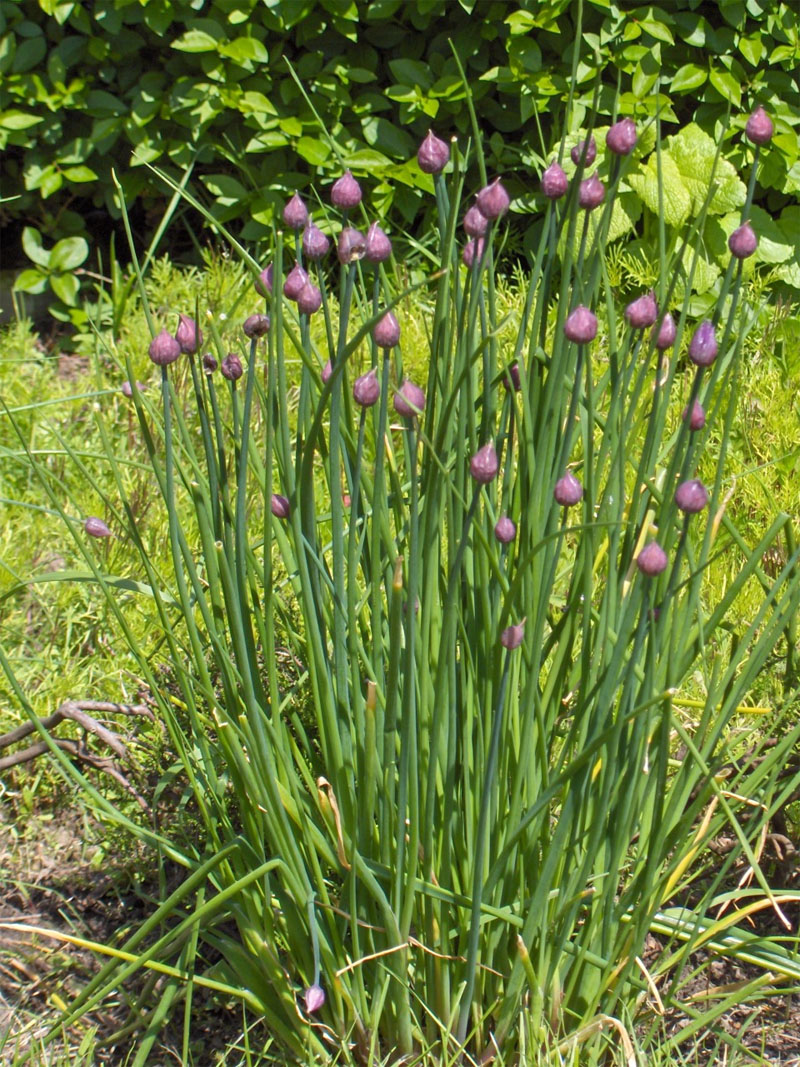
الثوم المعمر (Allium schoenoprasum)